# KRM
Krm signifie carrément en language de jeune